# 로스코 콩클링
로스코 콩클링(Roscoe Conkling, 1829년 10월 30일 ~ 1888년 4월 18일)은 미국의 공화당 정치인으로 19세기 후반에 많은 세월 동안 합중국에서 가장 권력적인 뉴욕주에서 가장 권력적 정치인이었다. 콩클링은 뉴욕주의 연방 하원(1859년 ~ 1863년, 1865년 ~ 1867년)과 연방 상원 (1867년 ~ 1881년)을 둘다 지냈다. 의회에서 자신의 세월 동안 그는 영향적인 공화당의 당수가 되었다. 콩클링은 율리시스 S. 그랜트 대통령과 가까운 친구였고, 다른 오늘의 저명한 공화당원들 제임스 G. 블레인, 러더퍼드 B. 헤이스와 제임스 A. 가필드의 공언한 정적이었다. 1882년 확인된 지명을 포함하여 미국 대법원으로 두번이나 거절하였다. 상원에서 그는 선출된 공무원들이 문관 근무와 정부의 다른 분야들에서 직위들로 개인들을 임명하는 것으로 인한 제도인 정치적 후원의 지속을 위하여, 그리고 그것을 끝낼 문관 근무 개혁 노력들에 대항하여 사납게 싸웠다. 그의 주요 전기작가에 의하면 뉴욕주에서 그의 정치기계는 "시대의 불가사리 중의 하나"였다. 콩클링 자신이 그렇게 말할 수 있는 도금 시대는 미국에서 사업과 이식이 가장 큰 관심사들이었을 때 남북 전쟁에 이어 19세기 후반의 시기이다.

## 어린 시절
뉴욕주 올버니에서 태어난 콩클링은 뉴욕에 있는 마운트 워싱턴 전문 대학교에서 수학한 후, 유티카로 이주하여 로펌과 함께 법률을 전공하였다. 그는 1850년 법정으로 수용되어 즉시 올버니의 지방 검사로 임명되었다. 후속의 세월에, 그리고 아직 자신의 20대 시절 동안 콩클링은 휘그당의 카운티와 주립 집회들에서 웅변가와 야심이 찬 정치인으로 명성을 얻었다. 그는 1853년과 1863년 뉴욕주지사로 선출되었던 호레이쇼 시모어의 누이 줄리아 시모어와 1855년에 결혼하였다.

## 선출된 공무원

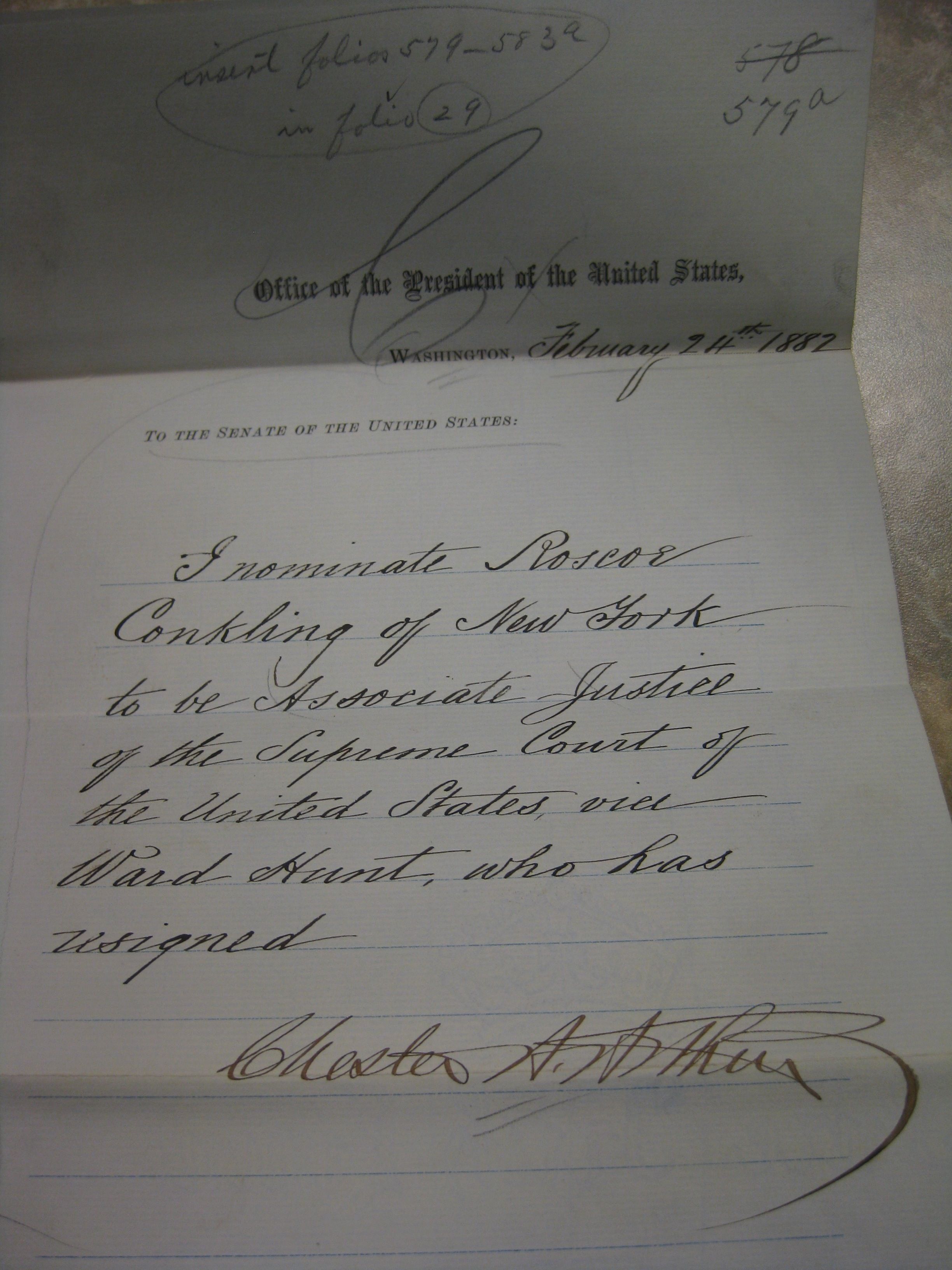
콩클링의 대법원 후보 지명 문서

1858년 콩클링은 유티카의 시장과 의회에 대표 둘다로 선출되었다. 그는 공화당원으로서 후방의 직무를 이겨 3개의 기간을 지냈다. 그는 자유토지 공화당원이 되어 영토들과 미국 서부의 새로운 주들에 노예제의 소개를 강하게 반대하였다. 1865년 남북 전쟁이 끝난 후, 콩클링은 재건 위원회와 자신이 미국 헌법 수정 제14조를 기안한 피프틴 위원회에 일하였다.
대략 동시에 콩클링의 정치 경력의 주요 경쟁들의 하나가 뜨거워지기 시작하였다. 1866년 하원에서 재건의 문제들에 사소한 충돌이 있던 동안 동료 공화당원 메인주의 블레인이 의회 앞에서 유명한 연설에 콩클링의 경력의 나머지를 위하여 그와 관련된 말들로 콩클링의 "거만한 경멸, 웅장한 팽창, 장엄하고, 탁월한, 압도적이고 솔직한 남독의 거만한 걸음걸이"를 비판하였다. 블레인은 1869년부터 1875년까지 하원 의장이 되었다. 콩클링은 그를 전혀 용서하지 않았고, 1876년과 1880년 블레인이 공화당 대통령 후보 지명을 위하여 나갔을 때 콩클링은 그의 후보직들을 좌절시키는 도움을 주었다. 이 2명의 정치인들 사이에 경쟁은 1870년대와 1880년대에 공화당 정치의 정의 특징이었다.
1866년 콩클링은 뉴욕주로부터 상원으로 선출되어 1881년 자신의 사임까지 2개의 재선들을 통하여 자신이 보유할 의석을 이겼다. 이 시간들은 콩클링이 뉴욕주에서 가장 권력적 정치인이 되었을 때 콩클링의 거대한 정치적 우위의 세월이었다. 가장 악명 높이 콩클링은 국가의 가장 중요한 상업 중심지에서 사업을 감시한 큰 행정 기관인 뉴욕주 세관으로 임명에 대한 통제권을 확보하였다. 세관의 지불 급료 총액은 후원 제도의 매화였고, 콩클링은 그것으로 수십명의 사람들을 임명하였다. 차례로 이 사람들은 정치적 제휴들이 되어 자신들에게 직업들을 준 정치인을 원조하는 데 자신들의 시간과 정력을 쓸 수 있었다.
그랜트가 1869년 대통령의 직무로 들어갔을 때 콩클링의 권력은 응고되었다. 콩클링과 그랜트는 강한 정치적 제휴들이 되었고, 1873년에 그랜트는 콩클링에게 새먼 P. 체이스의 사망 후 미국 대법원의 대법원장의 직위를 제공하였다. 콩클링은 제공을 거부하여 자신의 재능들이 재판관보다 정치인의 역할로 더욱 어울릴 것이라고 믿었다.
1877년 콩클링은 대통령 후보들 민주당원 새뮤얼 J. 틸던과 공화당원 헤이스 사이에 경쟁 선거를 결의한 선거 위원회 법안으로 중요한 공헌들을 이루었다. 그는 또한 당의 통치로부터 공무원들을 갈라놓아 후원을 끝내는 데 추구한 헤이스의 강한 상대가 되기도 하였다. 콩클링은 자신의 주에서 연방 행정부를 통치하는 데 상원이 권리를 가졌다고 역설하였고, 그는 대통령이 그런 임명들을 만들어야 하는 아이디어를 반대하였다. 1879년 헤이스는 뉴욕주 후원 제도에서 콩클링의 많은 친구들을 축출하였다. 하지만 1880년 콩클링은 상원으로 재선을 이겼고, 그의 친구 토머스 C. 플랫은 뉴욕주로부터 동료 상원으로서 선출되었다.
1880년 미국 대통령 선거를 둘러싼 사건들에서 콩클링은 그랜트의 열렬한 지지자들이었던 "건장파"들로 알려진 공화당원들의 단체의 지도자가 되었다. 건장파들에게 반대한 자는 블레인에 호의를 가진 공화당의 "잡종파"였다. 1880년의 여름에 열린 공화당 전당 대회에서 콩클링은 대통령 후보로서 그랜트의 지명을 위한 필사적인 입찰을 만들었다. 그는 실패하였고, 블레인의 지명을 막는 데 자신이 성공하였어도 그의 정치기계는 빨리 무너졌다.
제임스 A. 가필드와 콩클링의 제휴인 체스터 A. 아서가 공화당의 지명자들이 되었고, 콩클링은 선거가 열린 동안 마지 못해 그들을 지지하였다. 콩클링은 가필드에게 중요한 선거 운동 지원을 마련하였고, 그가 자신의 도움을 위하여 보상을 받아야 할 것을 믿었으나 그 희망들은 가필드가 국무 장관으로서 콩클링의 정적 블레인을 지명했을 때 무너졌다. 취임 후 콩클링은 가필드 행정부를 반대하여 다시 뉴욕주 세관에서 직업들을 통제하는 권리의 문제에서였다. 가필드의 임명자들의 확인을 막는 데 실패한 후, 콩클링은 1881년 5월 16일 혐오에 자신의 상원 의석을 사임하였고, 자신에게 가입하는 데 플랫을 설득시켰다. 콩클링의 패배는 의회의 권력들이 그 어느 때보다 더욱 강해졌을 당시 대통령직을 위하여 중요한 이득이었다.
이상하게도 7월 2일 정신병자 찰스 기토가 가필드 대통령을 암살했을 때 그는 가필드를 물러나게 하고 아서 부통령을 위한 방향을 만드는 데 추구한 건장파로 주장하였다. 가필드의 암살에 많은 대중의 분노에, 그리고 기토는 콩클링과 원격으로만 제휴되었어도 많은이들은 암살범이 콩클링의 신봉자들 중의 하나로 숙고하였다.

## 체스터 A. 아서와 관계
자신의 사임 후 상원으로서 자신을 재선출하는 데 뉴욕주 입법부를 유도하려는 시도에 실패한 후, 콩클링은 정계로부터 은퇴하였고, 뉴욕에서 성공적이고 유리한 기업 법률 실행을 시작하였다. 그는 매우 효과적인 재판 변호사로 증명하였다. 그의 고객들은 재정가 제이 굴드와 도금 시대의 다른 악명높은 인물들을 포함하였다. 1882년 2월 24일 콩클링의 도움을 통하여 가필드의 부통령이 되었던 아서 대통령은 퇴직하고 있었던 미국 대법원의 재판관 워드 헌트의 의석을 차지하는 데 자신이 콩클링을 지명했을 때 자신의 정치적 빚을 갚는 시도를 하였다. 콩클링은 지명이 상원에 의하여 확인된 후에 마저 그것을 거절하였다. 콩클링은 그가 조악하게 그의 우연이라고 불렀던 아서가 건장파 지배의 행정부를 운영하는 데 결정하지 않을 때 후에 속이 상했다. 참으로 1883년 아서는 문관 근무 개혁을 향한 의회의 첫 포괄적인 법령으로 더욱 나가서 콩클링과 다른이들이 그로 인해 그들은 엄청난 정치적 힘을 모았던 제도를 해체한 문관 근무 법령으로도 불린 펜들턴 법령을 법률로 서명하였다.

## 이후의 활동

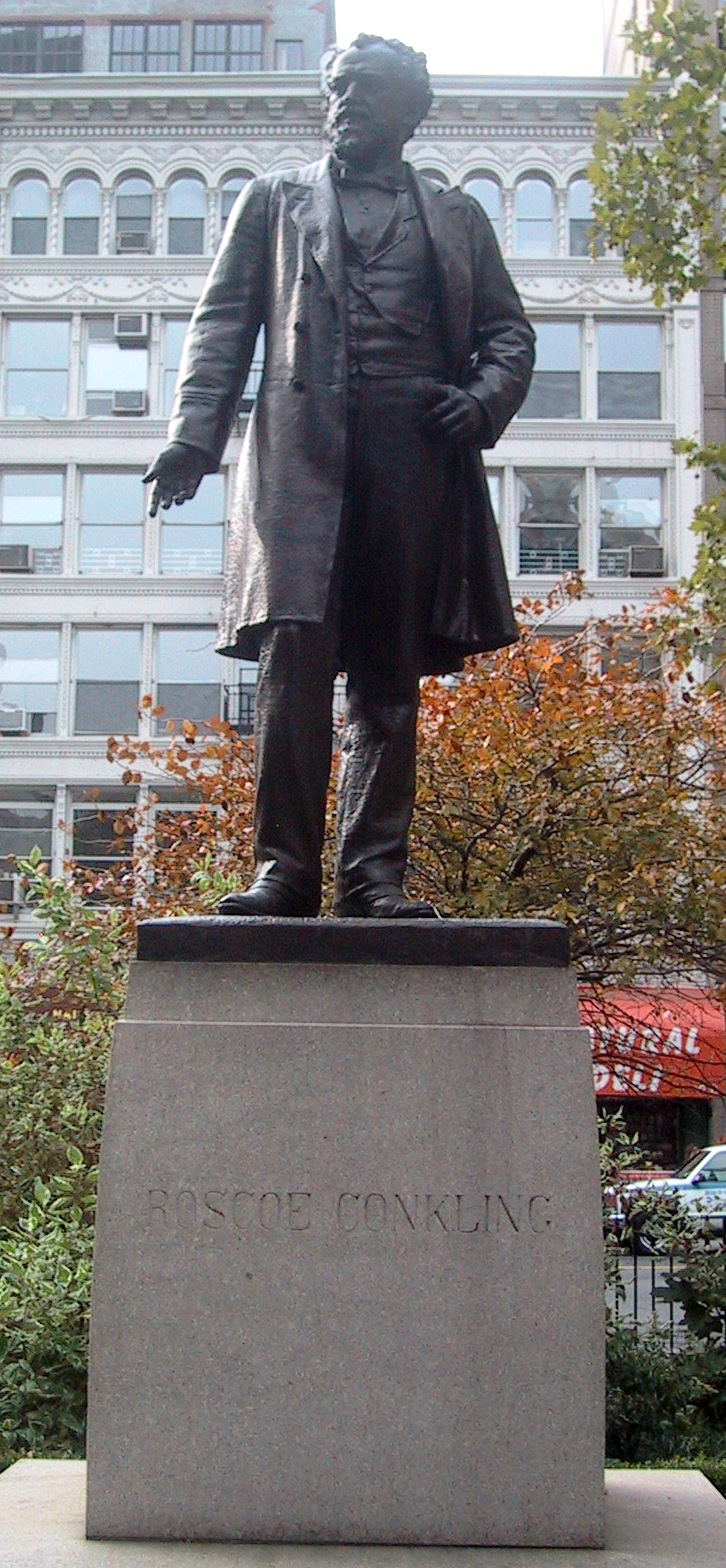
매디슨 스퀘어에 있는 콩클링의 동상

1882년 12월 19일 콩클린은 "산마테오 카운티 대 서던 퍼시픽 철도", "116 U.S. 138", "6 S. Ct. 317", "29 L. Ed. 589" (1885년) 사건에 변호사로서 법원 앞에 나타났다. 철도를 대리하여 논쟁한 콩클링은 카운티의 세금이 "... 또한 법적 절차없이 아무 주가 인생, 자유 혹은 재산의 사람을 박탈하지 않습니다."고 읽은 미국 헌법 수정 제14조의 절차 조항을 위반했던 것에 법원을 설득시키는 데 추구하였다. 이전적으로 도살장의 경우들, "83 U.S. (16 Wall.) 36", "21 L. Ed. 394" (1873년)에서 대법원은 해방된 아프리카계 미국인들에게 절차 조항의 신청을 제한시켰다. 당연히 콩클링은 수정 제14조를 적합하게 하는 데 연루되었고, 이제 그는 조항이 사람들은 물론 원래 기업들을 보호할 작정이었다고 주장하였다. 법원은 콩클링의 주장들에 관한 결정을 만들지 않았고, 철도 후의 사건 논란은 카운티에 어떤 그 세금 요건들을 받아들인 것을 선언하였다.
1886년 "샌타클라라 카운티 대 서던 퍼시픽 철도", "118 U.S. 394", "6 S. Ct. 1132", "30 L. Ed. 118" 경우들에서 법원은 자연인들 뿐만 아니라 기업들에 신청하는 평등보호조항에 사용된 용어 "사람"에 콩클링의 주장들과 함께 동의하였다. 따라서 콩클링의 주장들은 법원이 1890년대부터 1930년대까지 사업의 주와 연방 규제를 되풀이적으로 허무는 데 이용한 실체의 절차 조항의 교리의 이후의 개발에 영향력을 주었다.

## 사망과 유산
1888년 4월 18일 콩클링은 뉴욕에서 뇌농양을 둘러싼 합병증으로 59세의 나이에 사망하였다. 자신의 정치적 달성에 불구하고, 콩클링은 자신의 경력 동안 상대적으로 거의 없는 중요한 입법을 성원하였다. 자신이 수정 제14조를 창조하는 도움을 주었어도 그는 재건 입법에서 공정한 주변 역할을 하였다. 그는 아이디어들에 의하여 보다 개인적 경쟁들에 의하여 원칙적으로 동기 부여된 정치인이었다. 그는 자신의 거대한 뉴욕주의 정치기계이자 미국에서 남북 전쟁 이후의 시기 동안 정치적 분위기를 규정짓는 도움을 준 자신의 활발한 정치적 기동으로 가장 잘 알려진 것으로 남아있다.

## 역대 선거 결과
| 선거명      | 직책명                     | 대수 | 정당   | 득표율 | 득표수   | 결과 | 당락                 |
| ----------- | -------------------------- | ---- | ------ | ------ | -------- | ---- | -------------------- |
| 1858년 선거 | 하원의원 (뉴욕 제20선거구) | 36대 | 공화당 | 57.33% | 11,084표 | 1위  | 뉴욕주 하원의원 당선 |
| 1860년 선거 | 하원의원 (뉴욕 제20선거구) | 37대 | 공화당 | 58.28% | 12,536표 | 1위  | 뉴욕주 하원의원 당선 |
| 1862년 선거 | 하원의원 (뉴욕 제21선거구) | 38대 | 공화당 | 49.75% | 9,845표  | 2위  | 낙선                 |
| 1864년 선거 | 하원의원 (뉴욕 제21선거구) | 39대 | 공화당 | 52.52% | 11,966표 | 1위  | 뉴욕주 하원의원 당선 |
| 1866년 선거 | 하원의원 (뉴욕 제21선거구) | 40대 | 공화당 | 53.01% | 12,470표 | 1위  | 뉴욕주 하원의원 당선 |
| 1867년 선거 | 상원의원 (뉴욕 제3부)      | 40대 | 공화당 | 69.66% | 101표    | 1위  | 뉴욕주 상원의원 당선 |
| 1873년 선거 | 상원의원 (뉴욕 제3부)      | 43대 | 공화당 | 77.24% | 112표    | 1위  | 뉴욕주 상원의원 당선 |
| 1879년 선거 | 상원의원 (뉴욕 제3부)      | 46대 | 공화당 | 75.00% | 111표    | 1위  | 뉴욕주 상원의원 당선 |